# Beriz Belkić
Beriz Belkić (* 8. September 1946 in Sarajevo; † 16. August 2023 in Sarajevo) war ein bosnischer Politiker, Gründungsmitglied der Stranka za Bosnu i Hercegovinu, der von 2001 bis 2002 als dritter Bosniake Mitglied des Staatspräsidiums Bosniens und Herzegowinas war.

## Leben
Belkić schloss sein Studium der Wirtschaftswissenschaften an der Universität Sarajevo ab. Er übte verschiedene Ämter in der Verwaltung auf Gemeinde-, Kantons- und Landesebene aus. Vom 12. November 1998 bis zum  15. Februar 2001 war er Premierminister des Kantons Sarajevo.
Nach den Parlamentswahlen 2000 wurde Belkić als Abgeordneter in das Repräsentantenhaus gewählt. Am 30. März 2001 trat er die Nachfolge von Halid Genjac an, der nach dem Rücktritt von Alija Izetbegović bosniakisches Mitglied des Staatspräsidiums Bosniens und Herzegowinas wurde. Nach den Parlamentswahlen 2006 wurde Belkić erneut Mitglied des Repräsentantenhauses und blieb bis zum 17. November 2014 im Parlament.

## Privates
Belkić war mit Azra Belkić verheiratet. Das Paar lebte in Sarajevo. Belkić starb im August 2023, nachdem er anscheinend einige Tage zuvor einen Schlaganfall erlitten hatte. Belkić wurde 76 Jahre alt.